# Делибаш, Эмирхан
Эмирхан Делибаш (тур. Emirhan Delibaş; род. 1 января 2003, Стамбул) — турецкий футболист, полузащитник.

## Клубная карьера
Делибаш — воспитанник клуба «Бешикташ». В 2021 году он был включён в заявку команды на сезон. В 2022 году Эмирхан на правах аренды перешёл в «Гёзтепе». 16 октября в матче против «Тузласпора» он дебютировал в Первой лиге Турции. 3 марта 2023 года в поединке против «Болуспора» Эмирхан забил свой первый гол за «Гёзтепе». По окончании аренды Делибаш вернулся в «Бешикташ». 14 декабря поединке Лиги конференций против швейцарского «Лугано» Эмирхан дебютировал за основной состав. 5 января 2024 года в матче против «Касымпаша» он дебютировал в турецкой Суперлиге. В феврале клуб расторг контракт с игроком на фоне скандала с данными игрока на сайте знакомств Tinder.